# ألتان
ألتان هي بلدة في مقاطعة كاسان في ولاية قشقداريا في أوزبكستان.